# Aulacobothrus inclytus
Aulacobothrus inclytus är en insektsart som först beskrevs av Walker, F. 1871.  Aulacobothrus inclytus ingår i släktet Aulacobothrus och familjen gräshoppor. Inga underarter finns listade i Catalogue of Life.